# Gran Premio Bruno Beghelli de 2017
A 22.ª edição da clássica de ciclismo Gran Premio Bruno Beghelli celebrou-se na Itália a 1 de outubro de 2017 sobre um percurso de 196,3 km com início e final na cidade de Monteveglio.
A corrida fez parte do UCI Europe Tour de 2017, dentro da categoria 1.hc.
A corrida foi vencida pelo corredor espanhol Luis León Sánchez da equipa Astana, em segundo lugar Sonny Colbrelli (Bahrain-Merida) e em terceiro lugar Elia Viviani (Team Sky).

## Percorrido
O Gran Premio Bruno Beghelli dispôs de um percurso total de 196,3 quilómetros com lugar de início na cidade de Monteveglio, para depois entrar num circuito de 26 quilómetros onde os ciclistas lhe deram 9 voltas até à linha de meta em Monteveglio.

## Equipas participantes
Tomaram parte na corrida 24 equipas: 10 de categoria UCI ProTeam; 10 de categoria Profissional Continental; 4 de categoria Continental. Formando assim um pelotão de 192 ciclistas dos que acabaram 75. As equipas participantes foram:
| Equipes WorldTeam (10)- FDJ - Sky - Bahrain-Merida - UAE Team Emirates - Dimension Data - Trek-Segafredo - Cannondale-Drapac - AG2R La Mondiale - Astana - Orica-Scott Equipes profissionais Continentais (10)- Bardiani CSF - Israel Cycling Academy - Cofidis, Solutions Crédits - Wanty-Groupe Gobert - Gazprom-RusVelo - Wilier Triestina-Selle Italia - Androni Giocattoli - Nippo-Vini Fantini - CCC Sprandi Polkowice - Caja Rural-Seguros RGA Equipes Continentais (4)- Sangemini-MG.Kvis - Amore & Vita-Selle SMP-Fondriest - GM Europa Ovini - Unieuro Trevigiani-Hemus 1896 |
| |

## Classificação final
- As classificações finalizaram da seguinte forma:[4]

| \| Classificação geral \| Classificação geral \| Classificação geral \| Classificação geral \| Classificação geral \| \| Ciclista \| Ciclista \| Equipe \| Tempo \| \| \| ------------------- \| ------------------- \| -------------------------- \| ------------------- \| ------------------- \| \| 1. \| Luis León Sánchez \| Astana \| 4h27m30s \| \| \| 2. \| Sonny Colbrelli \| Bahrain-Merida \| + 6s \| \| \| 3. \| Elia Viviani \| Team Sky \| + 6s \| \| \| 4. \| Michael Albasini \| Orica-Scott \| + 6s \| \| \| 5. \| Alberto Bettiol \| Cannondale-Drapac \| + 6s \| \| \| 6. \| Andrea Pasqualon \| Wanty-Groupe Gobert \| + 6s \| \| \| 7. \| Marco Canola \| Nippo-Vini Fantini \| + 6s \| \| \| 8. \| Julien Simon \| Cofidis, Solutions Crédits \| + 6s \| \| \| 9. \| Simone Consonni \| UAE Team Emirates \| + 6s \| \| \| 10. \| Magnus Cort \| Orica-Scott \| + 6s \| \| |                   |                            |          |
| |                   |                            |          |
| Fonte: ProCyclingStats |                   |                            |          |
| Classificação geral |                   |                            |          |
| Ciclista | Ciclista          | Equipe                     | Tempo    |
| 1. | Luis León Sánchez | Astana                     | 4h27m30s |
| 2. | Sonny Colbrelli   | Bahrain-Merida             | + 6s     |
| 3. | Elia Viviani      | Team Sky                   | + 6s     |
| 4. | Michael Albasini  | Orica-Scott                | + 6s     |
| 5. | Alberto Bettiol   | Cannondale-Drapac          | + 6s     |
| 6. | Andrea Pasqualon  | Wanty-Groupe Gobert        | + 6s     |
| 7. | Marco Canola      | Nippo-Vini Fantini         | + 6s     |
| 8. | Julien Simon      | Cofidis, Solutions Crédits | + 6s     |
| 9. | Simone Consonni   | UAE Team Emirates          | + 6s     |
| 10. | Magnus Cort       | Orica-Scott                | + 6s     |

## UCI World Ranking
O Gran Premio Bruno Beghelli outorga pontos para o UCI Europe Tour de 2017 e o UCI World Ranking, este último para corredores das equipas nas categorias UCI ProTeam, Profissional Continental e Equipas Continentais. As seguintes tabelas são o barómetro de pontuação e os corredores que obtiveram pontos:
| Posição             | 1.ª | 2.ª | 3.ª | 4.ª | 5.ª | 6.ª | 7.ª | 8.ª | 9.ª | 10.ª |
| Classificação geral | 200 | 150 | 125 | 100 | 85  | 70  | 60  | 50  | 40  | 35   |

| 1.º  | Luis León Sánchez | Astana              | 200 |
| 2.º  | Sonny Colbrelli   | Bahrain-Merida      | 150 |
| 3.º  | Elia Viviani      | Team Sky            | 125 |
| 4.º  | Michael Albasini  | Orica-Scott         | 100 |
| 5.º  | Alberto Bettiol   | Cannondale-Drapac   | 85  |
| 6.º  | Andrea Pasqualon  | Wanty-Groupe Gobert | 70  |
| 7.º  | Marco Canola      | Nippo-Vini Fantini  | 60  |
| 8.º  | Julien Simon      | Cofidis             | 50  |
| 9.º  | Simone Consonni   | UAE Emirates        | 40  |
| 10.º | Magnus Cort       | Orica-Scott         | 35  |